# Застава Молдавије
Застава Молдавије је тробојка, са три једнака вертикална поља (од јарбола) плаве (azure), жуте (or) и црвене (gules) боје. На средини жутог поља налази се грб Молдавије. Размера је 1:2.

## Молдавија и Румунија
Услед дубоких културних и историјских веза Румуније и Молдавије (Молдавија се сматра једном од историјских румунских покрајина , а молдавски и румунски језик су практично идентични) заставе ове две земље су изразито сличне.

## Галерија
- Застава Румуније; пропорција заставе: 2:3.
- Уобичајна незванична варијанта заставе Румуније са грбом Румуније; пропорција заставе: 2:3.